# Жуаньо, Пьер
Пьер Жуаньо́ (фр. Pierre Joigneaux, 23 декабря 1815, Рюффе-ле-Бон — 26 января 1892, Аньер-сюр-Сен) — французский журналист и агроном

.
При Луи-Филиппе был сотрудником и редактором демократических газет, сидел в тюрьме, напечатал: «Les Prisons de Paris» (1841); во время Второй республики был членом Учредительного и Законодательного собраний и основал демократический орган печати «La Feuille du village», предназначенный исключительно для поселян; после переворота 2 декабря провёл некоторое время в изгнании; при Третьей республике был депутатом, потом сенатором.
Избранные журнальные статьи Жуаньо по агрономии собраны под названием. «Causeries sur Pagriculture et l’horticulture» (1864). Написал также: «Le Livre de la ferme et des maisons de campagne» (1890); «Les Paysans sous la royauté» (1850—1851); «Légumes et fruits» (1860); «Pisciculture et culture des eaux» (1864); «Nouvelles lettres aux paysans» (1871) и многое другое. 